# Herstal
Herstal egy város (francia kiejtés: [ɛʁstal]; vallon neve: Hesta) Belgium Vallónia régiójában, Liège tartományban, a Maas folyó mentén. Része a "Nagy-Liège" agglomerációnak, amely mintegy 600 000 lakost számlál.

## Történelem

### Meroving és a Karoling aranykor
A Maas folyó közelsége és a helyi erőforrások bősége már az i.e. 5. évezredben vonzotta a telepeseket. A római kor végén és a Meroving-kor elején a település megerősített helyőrséggé vált. A Tongeren és Aachen közötti főút itt keresztezte a Maast, ahol valószínűleg egy komp szállította az utazókat Jupille-be.
Herstal neve frank eredetű, a "hari" (sereg) és "stal" (pihenőhely, tábor) szavakból áll össze. Első említése latin dokumentumokban található meg 718 körül (Cheristalius, később Charistalius) és 723-ban (Harastallius). A nem latinizált formák közül az Eristail (919) és Harstail (1197) ismertek.
Herstal volt a Karoling-dinasztia egyik legfontosabb központja a 8. században, jelentős szerepet játszott a Karoling-kor politikai és katonai életében. 
Herstali Pipin (Nagy Pipin) kb. 635–714), Austrasia és Neustria majordomusa, valamint a Karoling-dinasztiát megalapító család feje, valószínűleg azért választotta ezt a helyet fő rezidenciájának, mert közel volt Tongerenhez, Maastrichthoz és Liège-hez. Innen irányította a Frank Birodalmat majordomusként. Herstali Pipin volt Martell Károly apja, aki a toursi csatában megállította az arab-muszlim előrenyomulást Északnyugat-Európában, és Nagy Károly dédapja. I. Károly frank császár feltételezhetően Herstalban született.
Kis Pipin, azaz III. Pipin, valószínűleg itt töltötte gyermekkorának egy részét. Nagy Károly, Kis Pipin fia, szintén kötődött Herstalhoz. Egyes források szerint itt születhetett, más vélemények szerint születési helye a hatalmi központ szomszédos városában, Jupille-ben volt, de egyik teóriát sem bizonyították. 
A város az Alsó-Lotaringiai Hercegség része lett, amely a 12. század végén Brabant Hercegségéhez csatlakozott. Annak ellenére, hogy közel volt Liège-hez, Herstal területe csak 1740-ben vált a Liège-i Püspökség részévé, amikor Georges-Louis de Berghes püspök megvásárolta II. Frigyes porosz királytól. Ekkorra a város főként ügyes kézműveseiről volt ismert: keramikusok, kovácsok és órakészítők tevékenykedtek itt.
A 19. században Herstal a szén és acél városává vált. Világhírűvé azonban az 1889-ben alapított Fabrique Nationale (FN) nevű jelentős fegyvergyár tette. Számos motorkerékpár-gyártó is megtelepedett a városban. 1914. augusztus 7-én, az első világháború kezdetén a megszálló német hadsereg 27 civilt végzett ki és 10 otthont rombolt le Herstalban.

## Politika
Herstal baloldali/szocialista fellegvár. A 2019-es választásokon a szélsőbaloldali Belga Munkáspárt (PTB) itt érte el legerősebb eredményét, a szavazatok 27,55 százalékát megszerezve.

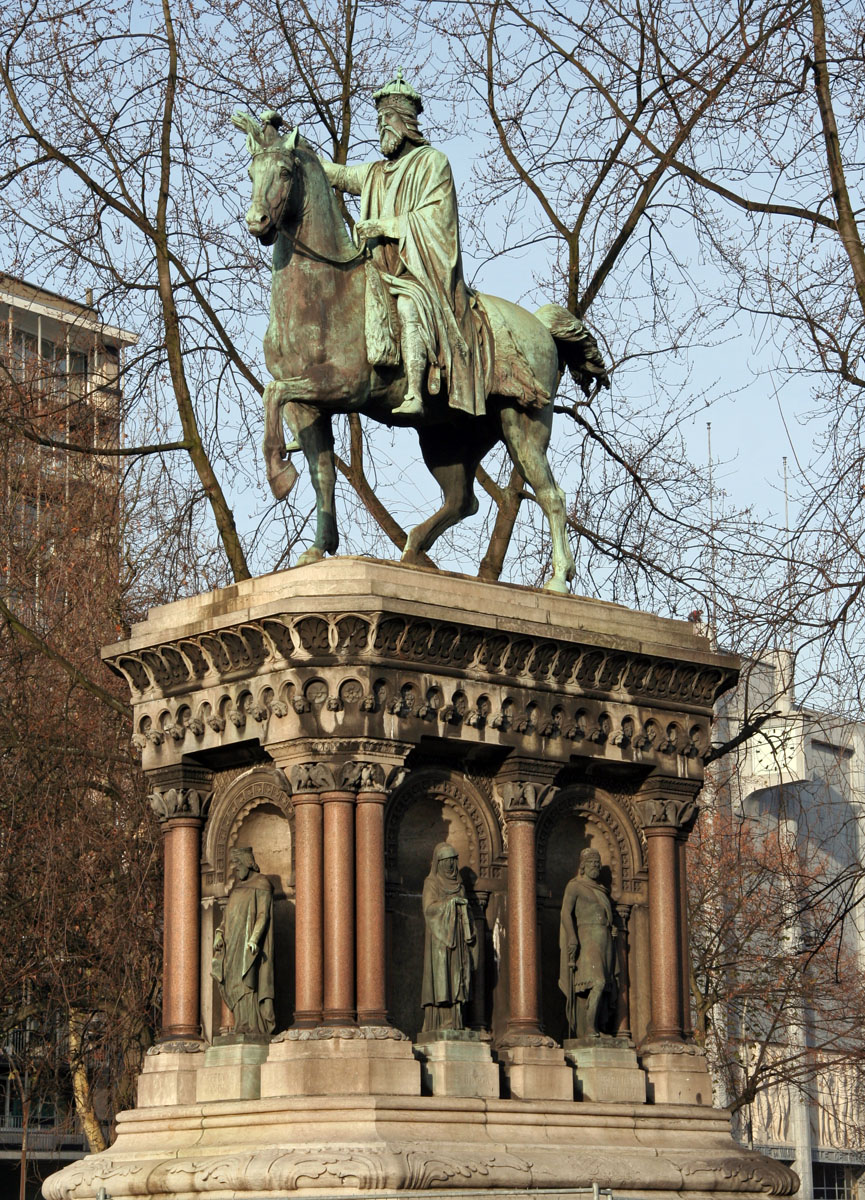
A feltételezhetően Herstalban született I. Károly frank császár szobra, melyet Louis Jéhotte készített 1867-ben

## Látnivalók
A városban található a Fabrique Nationale de Herstal, Belgium egyik fő fegyvergyára. Ez a vállalat az 1980-as évekig a község egyik fő munkaadója volt, de ma már csak körülbelül 600 embert foglalkoztat.

## Neves személyek
- Herstali Pipin (kb. 635–714): Austrasia és Neustria majordomusa, a Karoling-dinasztia megalapítója.
- Martell Károly (686–741): Herstali Pipin fia, a frankok hercege, aki megállította az arab előrenyomulást a tours-i csatában.
- Nagy Károly (742–814): Martell Károly unokája, a Frank Birodalom császára, aki feltételezhetően Herstalban született.

## Fordítás
Ez a szócikk részben vagy egészben  a   Herstal című angol Wikipédia-szócikk ezen változatának fordításán alapul.  Az eredeti cikk szerkesztőit annak laptörténete sorolja fel. Ez a jelzés csupán a megfogalmazás eredetét és a szerzői jogokat jelzi, nem szolgál a cikkben szereplő információk forrásmegjelöléseként.